# Timberwood Park (Texas)
Timberwood Park es un lugar designado por el censo ubicado en el condado de Béxar en el estado estadounidense de Texas. En el Censo de 2010 tenía una población de 13447 habitantes y una densidad poblacional de 407,78 personas por km².

## Geografía
Timberwood Park se encuentra ubicado en las coordenadas 29°42′20″N 98°28′39″O / 29.70556, -98.47750. Según la Oficina del Censo de los Estados Unidos, Timberwood Park tiene una superficie total de 32.98 km², de la cual 32.88 km² corresponden a tierra firme y (0.3%) 0.1 km² es agua.

## Demografía
Según el censo de 2010, había 13447 personas residiendo en Timberwood Park. La densidad de población era de 407,78 hab./km². De los 13447 habitantes, Timberwood Park estaba compuesto por el 79.79% blancos, el 4.89% eran afroamericanos, el 0.42% eran amerindios, el 4.52% eran asiáticos, el 0.13% eran isleños del Pacífico, el 6.24% eran de otras razas y el 4.02% pertenecían a dos o más razas. Del total de la población el 31.33% eran hispanos o latinos de cualquier raza.

## Educación
Dos distritos escolares, el Distrito Escolar Independiente Comal (CISD) y el Distrito Escolar Independiente North East (NEISD) sirven a partes de Timberwood Park.
Escuelas que sirven a la parte de CISD:
- Las primarias Timberwood Park, Specht, y Kinder Ranch[7]
- Las secundarias Spring Branch (mayoría del parte) y Smithson Valley[8]
- La Escuela Preparatoria Simothson Valley[9]

Las escuelas que sirven a la parte de NEISD:
- Escuela Primaria Tuscany Heights[10]
- Las secundarias Barbara Bush y Tejeda[11]
- Las preparatorias Ronald Reagan y Lady Bird Johnson[12]